# Peter Eisenkrein
Peter Eisenkrein (* 1885 in Blumenfeld, Ukraine; † 8. Dezember 1937 im Sonderlager Solowezki) war ein deutsch-russischer römisch-katholischer Geistlicher und Märtyrer. 

## Leben
Peter Eisenkrein stammte aus einer schwarzmeerdeutschen Familie im Bistum Tiraspol. Er studierte Theologie am Priesterseminar Saratow, wurde 1908 zum Priester geweiht und wirkte als Seelsorger zuerst in Kostheim, dann ab 1911 in Blumenfeld. Am 18. Oktober 1935 wurde er in Telgulo verhaftet und am 21. Februar 1936 zu 8 Jahren Lagerhaft verurteilt. Er starb im Dezember 1937 im Sonderlager Solowezki.

## Gedenken
Die Römisch-katholische Kirche in Deutschland nahm Pfarrer Peter Eisenkrein als Märtyrer in das deutsche Martyrologium des 20. Jahrhunderts auf.